# Castor europeu
El castor europeu, també anomenat eurasiàtic, (Castor fiber) és un gran rosegador semiaquàtic.
Aquesta espècie del gènere Castor habita les regions fredes d'Euràsia. Tenen un paper important en l'ecosistema de les zones humides a les ribes dels rius: per les seves construccions i rosegades creen l'hàbitat per altres espècies rares i amenaçades.
Des de l'antiguitat foren caçats, així vers el segle xix se'n va veure compromesa la supervivència en molts hàbitats naturals. Des de la fi del segle xx es van organitzar programes de reintroducció en molts rius renaturalitzats. Actualment l'espècie es troba lleugerament amenaçada, tot i que la població va en augment, a les seves noves «colònies» encara no s'ha estabilitzat. El 2008 s'estimava una població d'uns 600.000 individus.
Per col·laborar en aquest projecte de repoblació, alguns organismes, com la Unió Europea (UE), i acords internacionals, com el Conveni sobre el Comerç Internacional d'Espècies de Fauna i Flora Salvatge Amaneçades (CITES), administrat pel Programa de les Nacions Unides pel Medi Ambient (PNUMA), s'encarreguen de protegir aquest rosegador.

## Comportament
És un animal nocturn, tímid, que viu molt de temps amagat als seus caus o al sotabosc riberenc. Els castors són herbívors, fan caure arbres per menjar-ne l'escorça i les fulles, però també mengen d'altra vegetació de ribera com per exemple, els rizomes dels nenúfars.
Als rius, el castor europeu hi construeix dics de llot i branques per crear un estany. Llavors cava el cau protegit per l'aigua, tal com fa el castor americà, el seu parent proper. Tot i així, hi ha algunes zones amb estanys naturals on no hi cal construir cap dic. Poden construir túnels, canals i múltiples entrades al cau.

## Descripció
Es caracteritzen pel pelatge fosc, per una cua llarga, prima i aplanada, i unes fosses nasals de forma triangular. Els castors europeus solen ser més pesants que els seus parents nord-americans, ja que passen dels 35 kg. També es diu que tenen les dents més dèbils i una menor capacitat reproductiva. Tenen 48 cromosomes, cosa que fa inviable la hibridació amb el castor americà.

## Distribució
Era una espècie corrent a Europa fins al segle xix. A la península Ibèrica ocupava les conques de l'Ebre, del Siurana i del Duero i queda documentat almenys fins al segle vi. Estrabó descriu la cria de castors en els rius d'Hispània, «si bé el castor que produeixen no és de tan bona qualitat com el del mar Negre.» A altres contrades, el castor europeu ha estat caçat fins a extingir-lo. Per exemple, desaparegué de la Gran Bretanya al segle xvi, als Països Baixos el 1825 i a Bèlgica el 1848. La caça i la destrucció d'hàbitats van amenaçar-la, excepte unes poblacions aïllades a les conques de l'Elba, Roine, Danubi i algunes parts d'Escandinàvia. Des mitjan segle xx, a poc a poc la percepció va canviar i es descobrí el seu paper essencial per la biodiversitat en ecosistemes de rius i riberes.
Gradualment, la millora de la qualitat de l'aigua i el canvi d'actitud respecte al que abans es qualificava com animals perjudicials, va fomentar el seu retorn entre d'altres als Països Baixos i Bèlgica o a rius alemanys on havia desaparegut. Des del 2005, s'ha tornat a trobar traces d'una petita població nova al Riu Aragó i a l'Ebre a La Rioja i Aragó. Sembla el resultat d'una reintroducció no oficial de castors de Baviera el 2003 per associacions conservacionistes, igual com s'ha fet a Flandes i altres regions on el castor era extint. A la confluència de l'Ebre i de l'Aragó té bones perspectives d'èxit, al ser un espai natural protegit, tot i quedar-se aïllat de la població més propera a la conca del Roine amb el risc d'endogàmia. Les autoritats de Navarra i la Rioja voldrien erradicar-les, en considerar els castors com una espècie invasora, en utilitzar els vells arguments d'una suposada nocivitat pels conreus. Aquesta actitud és font de polèmica. Aquesta croada costosa es revelà ineficaç, el 2007 una població estimada entre cinc i sis cents exemplars s'ha establert a Escòcia se l'ha reïntroduït amb èxit des del 2009.

## En la toponímia

Castor a l'escut del poble de Bevern a la Baixa Saxònia

Amb la desaparició de l'espècie des de l'alta edat mitjana a la conca del Mediterrani també van desaparèixer les paraules derivades del nom llatí medieval fiber, feber (conservada en llengües germàniques com bever (neerlandès), beaver (anglès) o biber (alemany)) si bé que foren substituïdes per la paraula científica d'origen grec castor. Animal popular, va deixar traces en la toponímia. Hi ha arguments que la Febró al marge del Siurana no provindria de Villa Fabrorum, com ho pretenia Coromines, però sí de fiber, com altres noms de llogarets a marge de rius a la península: Febros, Fibros, Febres, les Febres i Feveros.
Al nord del Pirineu, no es pot comptar els topònims i hidrònims que són una record de l'omnipresència del castor: Bièvre, Beverlo, Biévène, Biberbach, Biberach, Beverhout, Beveren, Biberbach, Beverbek, Beverbeek, Westbevern, Bever, Bevermeer, Bevern, Beverau, Beverbach, Beverwijk, Castricum…

## Imatges

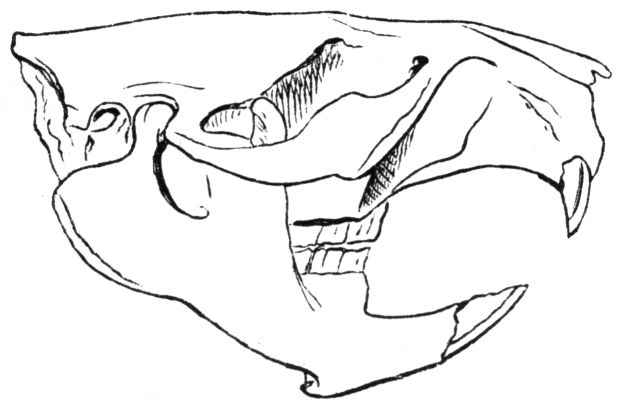
Crani de castor
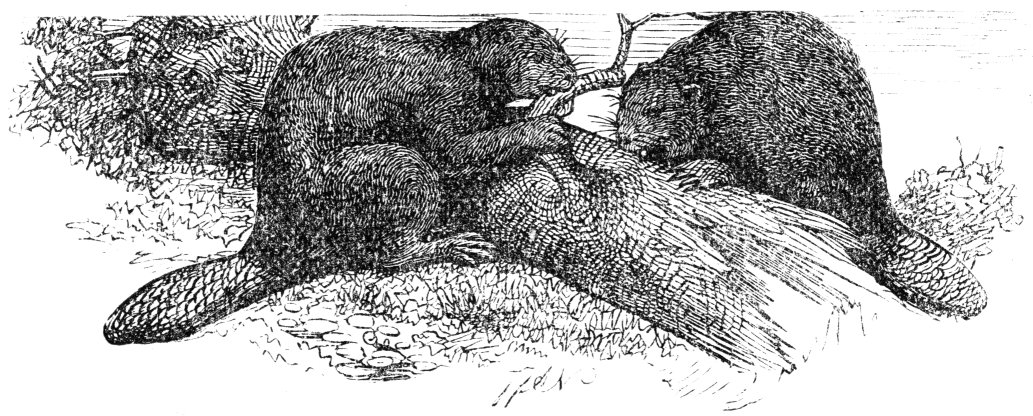
Castors europeus
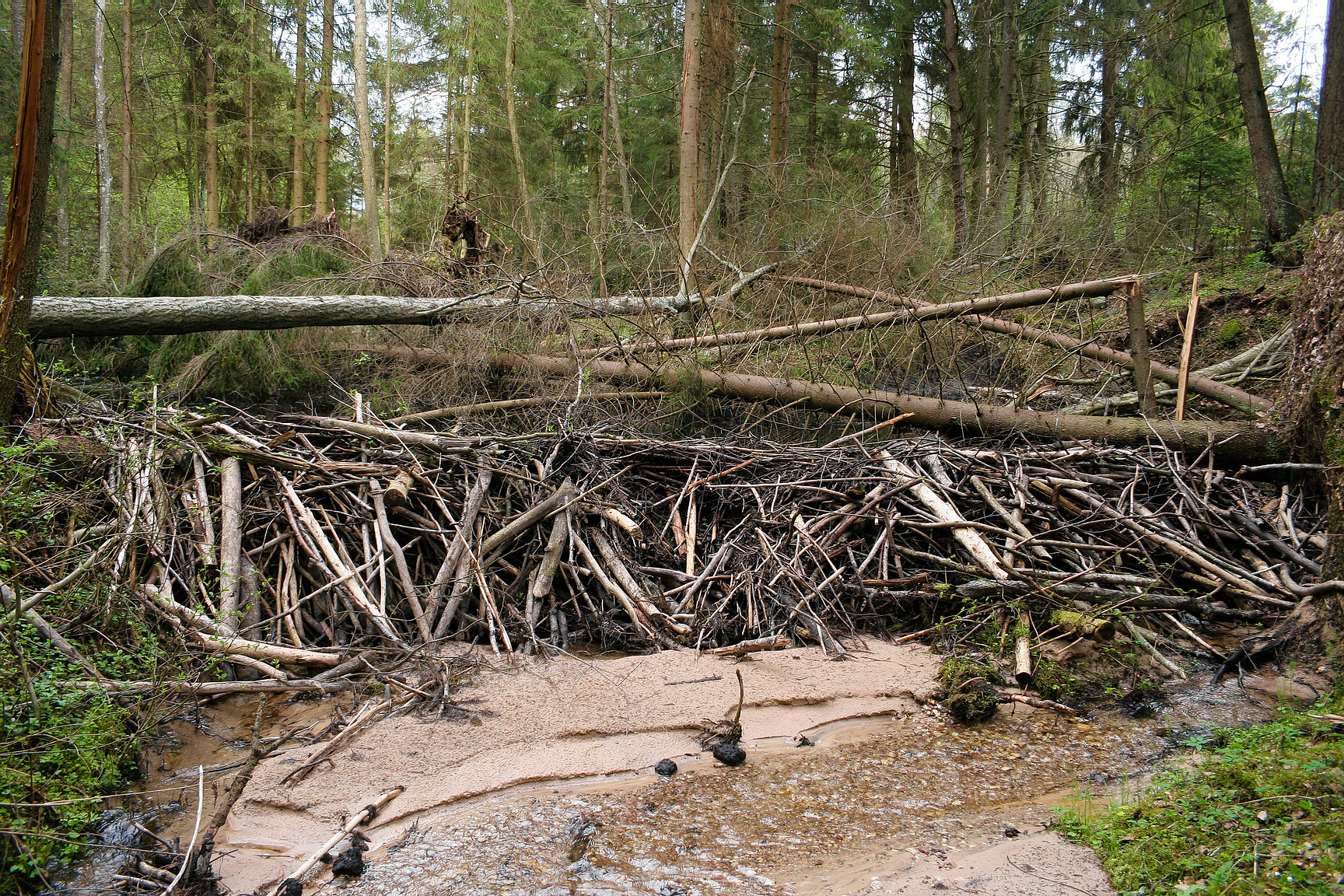
Gran dic construït per castors
Castors en captivitat